# The Europeans
The Europeans var en brittisk musikgrupp bildad 1981. Gruppen gav ut tre studioalbum. Bandet är kanske mest känt via sin sångare och keyboardist Steve Hogarth som senare blev sångare i Marillion.

## Medlemmar
Personer som spelat på gruppens skivor sedan 1981:
- Steve Hogarth – klaviaturer, programmering, sång
- Colin Woore – gitarr
- Ferg Harper – basgitarr, sång
- Geoff Dugmore – trummor

## Biografi
Ferg Harper, Colin Woore och Geoff Dugmore, alla från Skottland, utgjorde bandet Motion Pictures, som 1980 flyttade till London och annonserade efter en keyboardist. Steve Hogarth, som nyligen flyttat till London från Doncaster, valdes ut. Bandet repeterade i Shepperton och bytte namn till The Europeans våren 1981.
Det första framträdandet som grupp på skiva var som kompgrupp på John Otways album All Balls and No Willy 1982. Gruppen fick skivkontrakt med A&M Records samma år. Tre singlar föregick det första albumet Vocabulary: "The Animal Song", "A.E.I.O.U." och "Recognition". Ferg Harper stod för all sång, utom på spåret "Kingdom Come", som sjöngs av Hogarth. Bland bakgrundssångarna återfanns Kiki Dee och Toni Childs. Ännu en singel, "American People" släpptes, följt av en omfattande turné. 
Den andra skivan Live släpptes 11 februari 1984 och nådde plats hundra på den brittiska albumlistan, den enda listplacering som bandet uppnådde under sin aktiva tid. "Listen" av Hogarth släpptes som singel senare under året. 
En gratis promotionsingle med sången "Acid Rain" släpptes före det tredje albumet (den andra studioproduktionen) Recurring Dreams. Hogarth sjöng på fem av albumets åtta spår. Skivbolagets VD lämnade bolaget dagen efter skivans utgivning, och marknadsföringsinsatserna avstannade helt. Hogarth och Colin Woore lämnade bandet för att bilda How We Live 1985, och skrev kontrakt med CBS.
Albumet Recurring Dreams släpptes på nytt 2005 av Racket Records via Marillions försorg.

## Diskografi

### Singlar
- "The Animal Song" (1982)
- "AEIOU" (1983)
- "Recognition" (1983)
- "American People" (1983)
- "Typical" (live) (1984)
- "Listen" (1984)

### EP
- Recognition (1983)

### Studioalbum
- Vocabulary (1983)
- Recurring Dreams (1984)

### Livealbum
- Live (1984) UK #100